# Odobenus
Odobenus és un gènere de mamífers carnívors de la família dels odobènids. Conté una espècie vivent, la morsa (O. rosmarus), que viu a bona part de l'Àrtida, i una d'extinta, O. mandanoensis, del Plistocè mitjà del Japó. El seu origen geogràfic ha estat objecte de debat durant molt de temps. La hipòtesi que gaudeix de més consens és que aparegueren al nord-oest de l'oceà Pacífic i que en algun moment del Plistocè mitjà passaren a l'Atlàntic nord a través de l'Àrtic. El nom genèric Odobenus significa ‘caminador amb les dents’ i es refereix a les observacions de morses que fan servir els ullals per sortir de l'aigua.